# Der Zauber des Regenbogens
Der Zauber des Regenbogens ist ein deutscher Liebesfilm mit Sandra Speichert aus dem Jahr 2007.

## Handlung
Das Leben könnte nicht schöner sein für die Architektin Lea Winter, denn gerade hat sie einen großen Bauauftrag erhalten, bei dem sie zum ersten Mal einen eigenen Entwurf realisieren kann. Doch nur wenig später erfährt sie, dass sie schwanger ist. Der Vater ist ihr verheirateter Chef Klaus Arnheim, mit dem sie seit fünf Jahren eine Affäre hat. Als Lea ihm die Wahrheit sagt, ist er überfordert mit der Situation und hält einen Schwangerschaftsabbruch für die einzige Lösung. Lea packt ihre Sachen und reist nach Irland, um dort in Ruhe zu einer Entscheidung zu kommen.
In Irland begegnet Lea dem alleinerziehenden Fischer Brian O’Casey, der in seiner Freizeit in ihrem Hotel Klavier spielt und sich in der Vergangenheit als Musiker in der Region einen Namen gemacht hat. Zunächst ärgern sie sich bei ihren zufälligen Begegnungen übereinander. Doch als Lea Brians kleinen Sohn Patrick vor dem Ertrinken rettet und danach ins Krankenhaus muss, beginnt Brian sich um sie zu kümmern. Er holt sie vom Krankenhaus ab, wobei er durch Zufall von ihrer Schwangerschaft erfährt. In den nächsten Tagen zeigt er ihr die faszinierenden Regenbögen, für die seine Heimat bekannt ist, nimmt sie mit auf sein Fischerboot und macht Ausflüge mit ihr. Beide beginnen sich in einander zu verlieben, ohne es sich zu gestehen.
Klaus Arnheim macht Lea nach einigen fruchtlosen Telefonaten in Irland ausfindig, schickt ihr Rosen und kommt schließlich überraschend selbst ins Hotel. Er eröffnet Lea, dass er zu ihrem Kind stehen würde, wenn sie es unbedingt behalten möchte. Auch bietet er ihr an, an der Beziehung zu arbeiten, seine Familie verlassen will er jedoch weiterhin nicht. Lea reagiert abwehrend, sie hat erkannt, dass ihr eine Affäre nicht mehr reicht und der gemeinsame Alltag mit dem Partner fehlt. Sie beendet ihre Beziehung. Klaus, der kurz zuvor Brian kennengelernt hat, zieht schnell den Schluss, dass sie in den Iren verliebt ist, was Lea jedoch nicht zugibt. Später betrinkt sich Klaus aus Frust und pöbelt Brian an, der aber ruhig bleibt. Lea kommt mit Krämpfen ins Krankenhaus und begreift in diesem Moment, wie sehr sie bereits an ihrem ungeborenen Kind hängt. Sie entscheidet sich endgültig dafür, es zu behalten.
Nach der Trennung von Klaus lässt sich Lea zunehmend auf Brian ein. Sie schmieden gemeinsame Pläne wie den Besuch einer Hochzeit, auf der Brian als Trauzeuge auftritt. Doch überraschend kommt Patricks Mutter Rebecca nach Hause. Eigentlich beruflich ständig in der Welt unterwegs und seit langem von Brian getrennt, verspricht sie plötzlich Patrick, ab sofort bei ihm zu bleiben und benimmt sich auf der Hochzeit wie Brians Frau. Lea, die sich erneut in einer Beziehung mit einem gebundenen Mann glaubt, ist verletzt und reist ab. Zuvor will sie sich jedoch noch einmal den Regenbogen anschauen. Brian findet sie dort, klärt das Missverständnis auf und gesteht Lea seine Liebe. Zu den Möglichkeiten, die Lea für ihre Zukunft aufzählt, Karriere mit Kinderfrau machen oder für das Kind beruflich pausieren, fügt er eine hinzu – dass er ihr in Irland ein Zuhause bietet und dort auf sie wartet, während sie weltweit tätig ist. Zum ersten Mal küssen sich die beiden.

## Kritiken
„‚Ernsthafte Probleme‘ sah Sandra Speichert hier verhandelt. Wir meinen: Gäbe es so etwas wie den Bund der Steuerzahler für die GEZ, würde er bei dieser doofen Seifenoper Gebührenverschwendung anmahnen. Fazit: Ranziger als abgelaufene irische Butter.“

„Natürlich ist die Konstruktion des Drehbuchs durchschaubar, aber gerade zu Beginn hübsch eingefädelt, wenn sich das Paar immer wieder über den Weg läuft. Gleiches gilt für die Sticheleien der Liebenden […]. Später lässt die Qualität der Dialoge zwar nach, aber selbst dann ist der Film wegen der prachtvollen Landschaftsaufnahmen immer noch sehenswert.“

## Hintergrund
Der Film wurde im Auftrag der ARD Degeto von der neuen deutschen Filmgesellschaft produziert. Die Dreharbeiten fanden im Herbst 2005 in Irland und Berlin statt. Die deutsche Erstausstrahlung war am 9. November 2007 im Ersten. Dabei wurden durchschnittlich 5,82 Millionen Zuschauer erreicht, in der Zielgruppe der zwischen 14- und 49-Jährigen jedoch nur etwas mehr als eine Million.